# Johannes van Keulen

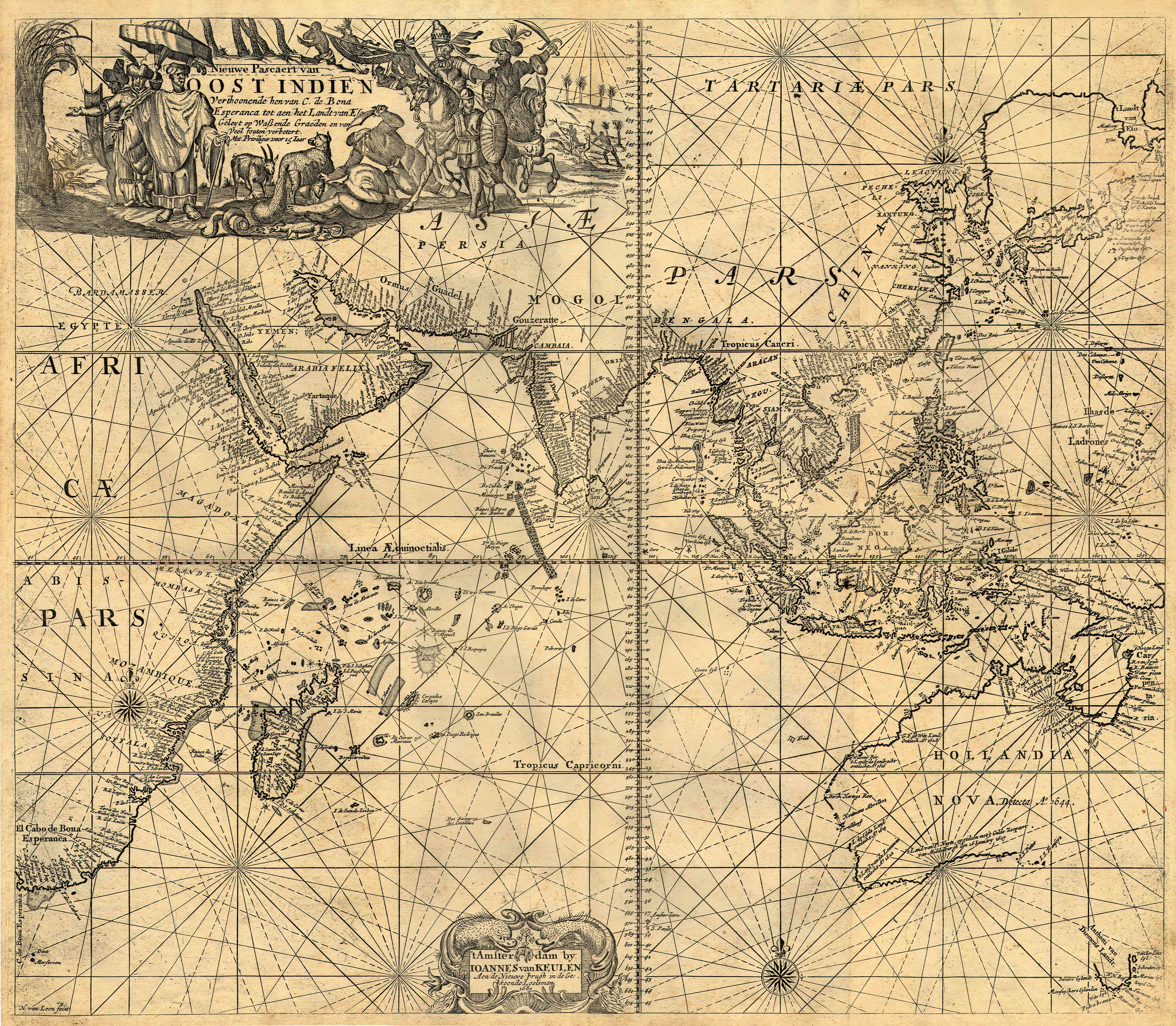
Mapa das Índias Orientais (Johannes van Keulen, 1689).

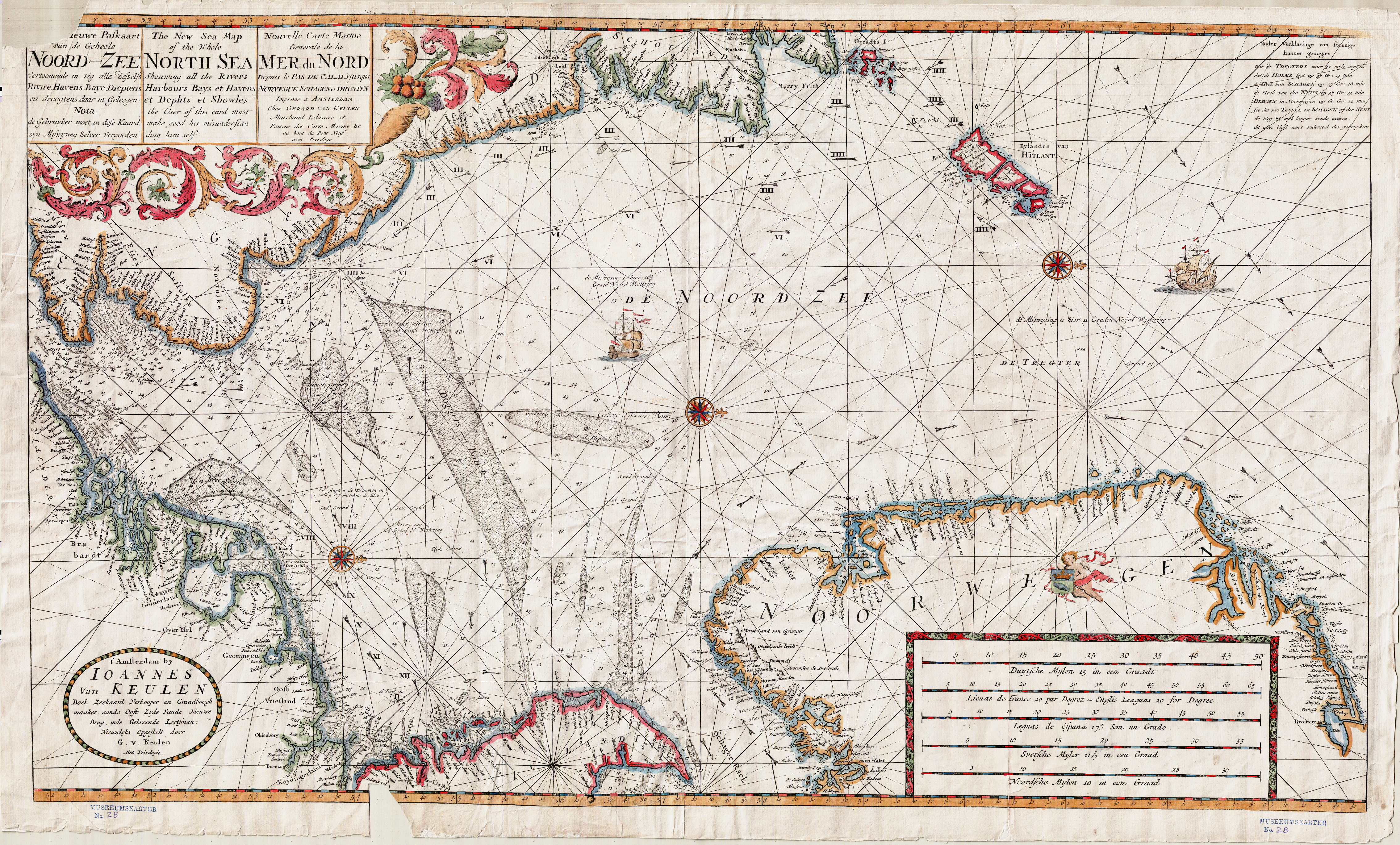
Mar do Norte (Johannes van Keulen, ca. 1680). Uma versão desta carta está preservada no Statens kartverk Sjø (no).

Johannes van Keulen (Deventer, 1654 — Amesterdão, 1715) foi um cartógrafo e editor neerlandês que produziu e editou um conjunto de influentes atlas náuticos e instruções de pilotagem, com destaque para a colectânea de cartas náuticas Zee-Atlas (Atlas do Mar) e o guia de pilotagem Zee-Fakkel (Archote do Mar).

## Biografia
Johannes van Keulen estabeleceu-se em 1678 na cidade de Amsterdam e logo em 1680 obteve uma patente dos Estados da Holanda e Frísia Ocidental que lhe permitia imprimir e publicar atlas marítimos e guias de navegação. A patente era uma espécie de protecção contra o plágio e a produção de cópias ilegais dos livros e cartas náuticas produzidos pelos cartógrafos patenteados. Esta protecção era especialmente importante para os produtores de atlas, já que a sua elaboração exigia um importante investimento inicial apenas recuperado graças à exclusividade na sua produção e venda.
Os guias eram colecções de mapas e descrições de itinerários, reunidos em forma de livro, usados pelos pilotos como guia para uma navegação mais segura. Constituíam uma ferramenta essencial para a navegação, particularmente em regiões distantes e pouco familiares para os pilotos e tripulações.
Johannes van Keulen adoptou o nome de In de Gekroonde Lootsman (No Piloto Coroado) para a sua editora de cartas e livros náuticos, os quais ganharam grande reputação entre os navegantes da época. Para além das cartas e roteiros da sua autoria, passou a editar também obras de outros cartógrafos, entre os quis Claes Jansz Vooght, com quem estabeleceu um acordo editorial.
A partir de 1681 passou a editar Nieuwe Lichtende Zee-Fakkel (Brilhante Novo Archote do Mar), um atlas em cinco volumes para o qual os mapas foram compilados por Claes Jansz Vooght e as ilustrações preparadas por Jan Luyken. Os cinco volumes do Zee-Fakkel trouxeram grande fama a Johannes van Keulen, tendo sido publicado entre 1681 e 1684 contendo mais de 130 novas cartas náuticas.

## Descendentes
O seu filho, Gerard van Keulen (1678–1726), continuou a obra paterna e produziu novas edições de vários dos volumes do atlas. O seu neto, Johannes II van Keulen (1704–1755), publicou uma nova edição do volume que contém os mapas das águas do Ásia, com primeira aparição em 1755. O seu bisneto Gerard Hulst van Keulen (1733–1801) produziu a última edição do Zee-Fakkel.